# George Hillyard
George Whiteside Hillyard (Hanwell, Middlesex, Regne Unit de la Gran Bretanya i Irlanda, 6 de febrer de 1864 − Pulborough, West Sussex, Regne Unit, 24 de març de 1943) fou un tennista anglès, guanyador d'una medalla olímpica d'or als Jocs Olímpics d'estiu de Londres 1908.

## Biografia
Va néixer el 6 de febrer de 1864 a la població de Hanwell (Middlesex), tot i que actualment està situada al Gran Londres. Únic fill de George Wright Hillyard i la seva segona muller Mary Mansfield. El seu pare fou oficial de policia a Welwyn (Hertfordshire), però posteriorment treballà a la presó de Nottingham fins a esdevenir superintendent de l'escola Central London District School de Londres (1961).
L'any 1877, amb tretze anys, fou enviat a la Royal Navy. Inicialment fou cadet a la Britannia Royal Naval College i llavors fou assignat al vaixell HMS Bacchante de l'armada britànica, on voltà per colònies britàniques d'arreu del món entre els anys 1880 i 1882. Entre la tripulació va coincidir amb els prínceps Albert i Jordi (posteriorment Rei Jordi V). Hillyard abandonà la marina britànica el 2 d'octubre de 1885 amb el rang de sotstinent.
Es casà el 13 de juliol de 1887 amb la també tennista Blanche Bingley, una setmana després de la final de Wimbledon. Bingley, que era filla d'un ric empresari londinenc i també jugador de tennis, fou sis vegades campiona de Wimbledon i conjuntament van disputar diversos torneigs fent parella mixta. Fou secretari de l'All England Club entre els anys 1907 i 1925. Sota la seva supervisió, el torneig de Wimbledon es traslladà a les instal·lacions actuals situades al Church Road de Londres. També fou un gran jugador de cricket i golf.
Va morir el 24 de març de 1943 a la població de Pulborough, situada al comtat de West Sussex.

## Carrera esportiva
Va començar la seva participació en el circuit tennístic l'any 1886, aconseguint arribar a la final del Torneig de Montcarles l'any 1902 (perdé davant el britànic Reginald Doherty) i aconseguí guanyar dues vegades el Torneig d'Hamburg (1897 i 1900).
Arribà dues vegades a la final de dobles masculins del Torneig de Wimbledon (1899 i 1890) amb Ernest Lewis com a parella, si bé perdé totes dues contra els germans Ernest i William Renshaw i, Joshua Pim i Frank Stoker respectivament. Durant aquesta època també s'interessà pel cricket jugant amb Leicestershire. A partir del moment que fou nomenat secretari de l'All England Club (1907) ja no va disputar més el torneig de Wimbledon però si que va participar en altres torneigs menors com Eastbourne, Yorkshire i Leicester. Després de la Primera Guerra Mundial i amb més de 50 anys, encara va participar en algun torneig en categoria de dobles i dobles mixts.
Va participar, als 44 anys, en els Jocs Olímpics d'Estiu de 1908 celebrats a Londres (Regne Unit), on fent parella amb el britànic Reginald Doherty aconseguí guanyar la medalla d'or en guanyar la final 9-7, 7-5 i 9-7 davant els seus compatriotes Josiah Ritchie i James Cecil Parke. En aquests mateixos Jocs participà en la competició de dobles interior fent parella amb Wilberforce Eaves, finalitzant en cinquena posició.

## Torneigs de Grand Slam

### Dobles: 2 (0−2)
| Resultat  | Núm. | Any  | Campionat                                    | Superfície | Parella      | Oponents a la final            | Marcador                |
| --------- | ---- | ---- | -------------------------------------------- | ---------- | ------------ | ------------------------------ | ----------------------- |
| Finalista | 1.   | 1889 | Wimbledon Championships, Londres, Regne Unit | Herba      | Ernest Lewis | Ernest Renshaw William Renshaw | 4−6, 4−6, 6−3, 6−0, 1−6 |
| Finalista | 2.   | 1890 | Wimbledon Championships (2)                  | Herba      | Ernest Lewis | Joshua Pim Frank Stoker        | 0−6, 5−7, 4−6           |

## Jocs Olímpics

### Dobles
| Any  | Campionat                          | Superfície | Parella          | Oponents                         | Resultat      |
| ---- | ---------------------------------- | ---------- | ---------------- | -------------------------------- | ------------- |
| 1908 | Jocs Olímpics, Londres, Regne Unit | Herba      | Reginald Doherty | Josiah Ritchie James Cecil Parke | 9−7, 7−5, 9−7 |